# Віново
Віново (італ. Vinovo, п'єм. Vineuv) — муніципалітет в Італії, у регіоні П'ємонт,  метрополійне місто Турин.
Віново розташоване на відстані близько 520 км на північний захід від Рима, 14 км на південь від Турина.
Населення — 14 686 осіб (2014).
Щорічний фестиваль відбувається 24 серпня. Покровитель — святий Варфоломій.

## Демографія
Населення за роками:

Станом на 1 січня 2023 року в муніципалітеті офіційно проживало 635 іноземців з 56 країн, серед них 392 громадяни країн Євросоюзу та 17 громадян України.

## Сусідні муніципалітети
- Кандіоло
- Кариньяно
- Ла-Лоджа
- Монкальєрі
- Нікеліно
- Ноне
- Пйобезі-Торинезе

## Міста-побратими
- Luque[es], Аргентина
- Казальборе, Італія